# Piaskowce (rejon lidzki)
Piaskowce (biał. Пескаўцы, Pieskaucy; ros. Песковцы, Pieskowcy) – agromiasteczko na Białorusi, w obwodzie grodzieńskim, w rejonie lidzkim, w sielsowiecie Bielica, nad Niemnem.

## Historia
W XIX i w początkach XX w. położone były w Rosji, w guberni wileńskiej, w powiecie lidzkim, w gminie Bielica. Należały wówczas do książąt Witgensteinów.
W dwudziestoleciu międzywojennym leżały w Polsce, w województwie nowogródzkim, w powiecie lidzkim, w gminie Bielica. W 1921 miejscowość liczyła 490 mieszkańców, zamieszkałych w 87 budynkach, w tym 285 Polaków, 191 Białorusinów i 14 osób innej narodowości. 302 mieszkańców było wyznania rzymskokatolickiego i 188 prawosławnego.
Po II wojnie światowej w granicach Związku Sowieckiego. Od 1991 w niepodległej Białorusi.